# Дес Алемандс (Луизијана)
Дес Алемандс (енгл. Des Allemands) насељено је место без административног статуса у америчкој савезној држави Луизијана.

## Демографија
По попису из 2010. године број становника је 2.505, што је 5 (0,2%) становника више него 2000. године.
| Група             | 2000.         | 2010.         |
| Белци             | 2.128 (85,1%) | 2.056 (82,1%) |
| Афроамериканци    | 261 (10,4%)   | 325 (13,0%)   |
| Азијати           | 4 (0,2%)      | 2 (0,1%)      |
| Хиспаноамериканци | 62 (2,5%)     | 62 (2,5%)     |
| Укупно            | 2.500         | 2.505         |